# Allium pseudojaponicum
Allium pseudojaponicum — вид рослин з родини амарилісових (Amaryllidaceae); поширений у Південній Кореї, в південній і на півдні центральної Японії.

## Опис
Кореневища короткі, прямовисні, довжиною 1.2–5.5 мм. Цибулини еліптичні від поодиноких до скупчених, яйцеподібні, без цибулинок, 10.0–25.0 мм у діаметрі; оболонки чорнувато-коричневі. Листки вічнозелені, 2–6; листкові пластинки блискучі, лінійні, майже плоскі, 8.0–40.0 см завдовжки, 3.0–8.5 мм завширшки, сидячі та блідо-зелені в основі, від гострих до тупих на верхівці. Стеблина прямовисна, кругла в перерізі, довжиною 17.0–45.0 см, шириною 1.5–4.0 мм. Суцвіття зонтичне, субкулясте, висотою 15.0–26.0 мм, шириною 25.0–48.0 мм, без цибулинок, 20–75-квіткове; плодоніжки рівні. Оцвітина дзвінчаста, від пурпурної до фіолетової; її внутрішні листочки довші за зовнішні, від яйцювато-еліптичних до овальних, від тупих до округлих на верхівці, 5.5–6.8 мм завдовжки, 3.8–4.2 мм завширшки; зовнішні від еліптичних до овальних, від тупих до округлих на верхівці, 5.0–6.0 мм завдовжки, 2.1–3.0 мм завширшки. Зав'язь зелена. Коробочка обернено-серцеподібно-трикутна, довжиною 4.5–5.8 мм, шириною 4.8–6.1 мм. Насіння чорне, напівеліпсоїдне, довжиною 3.6–4.5 мм, шириною 2.3–3.0 мм. 2n=32

## Поширення
Поширений у Південній Кореї, в південній і на півдні центральної Японії.